# Kazimieras
Kazimieras (Abk. Kazys) ist ein litauischer männlicher Vorname. Die weibliche Form ist Kazimiera.

## Herkunft und Bedeutung
Kazimieras ist die Sprachform von Kasimir, was mit ‚Herrscher der Welt‘ und ‚Friedensstifter‘ wiedergegeben wird.

## Namenstag
- 4. März, kath., Tag des Heiligen Kasimir

## Verbreitung
Der Hl. Kasimir (Šventasis Kazimieras) aus dem Haus Jagiełło ist Schutzheiligen von Litauen (Papst Urban VIII.), daher ist Name seit dem frühen 17. Jahrhundert in Litauen weit verbreitet. Außerdem ist er Schutzheiliger der Jugend (Papst Pius XII. 1948), was der Verbreitung als Taufname weiteren Schwung gegeben hat.

## Namensträger
- Kazimieras Antanavičius (1937–1998), litauischer Ökonom und Politiker
- Kazimieras Viktoras Banaitis (1896–1963), litauischer Komponist
- Kazimieras Baršauskas (1904–1964), Physiker, Professor, Rektor
- Kazimieras Būga (1879–1924), litauischer Sprachwissenschaftler
- Kazimieras Juozas Klimašauskas (1938–2005), litauischer Politiker, Wirtschaftsminister Litauens
- Kazimieras Vytautas Kryževičius (1930–2004),  litauischer Politiker, Mitglied des Seimas
- Kazimieras Meilius (1958–2017), litauischer Priester und Kirchenrechtler
- Kazimieras Meškauskas (1917–2011), litauischer Ökonom und Professor
- Kazimieras Miniotas (* 1936), sowjetlitauischer Industriemanager und -politiker, Minister und Vizeminister
- Kazimieras Motieka (1929–2021), litauischer Jurist und Politiker
- Kazimieras Musteikis (1928–2019),  Slawist und Professor
- Kazimieras Nausėda (* 1962), litauischer Politiker, Vizebürgermeister von Kaunas
- Kazimieras Prapuolenis, bekannt als Kaz (* 1959), US-amerikanischer Comiczeichner
- Kazimieras Semenavicius (poln. Casimir Simienowicz; um 1600–1651), Adliger aus Polen-Litauen
- Kazimieras Starkevičius (* 1956), litauischer Politiker und Jurist
- Kazimieras Uoka (1951–2016), litauischer Politiker
- Kazimieras Liudvikas Valančius (1936–2018), Wirtschaftsrechtler, Dekan, Professor
- Kazimieras Vasiliauskas (Rennfahrer) (* 1990), litauischer Rennfahrer
- Kazimieras Velžys (* 1938),  Politiker, Bürgermeister der Rajongemeinde Varėna

Zwischenname
- Česlovas Kazimieras Blažys (* 1943), litauischer Jurist und Politiker
- Juozapas Kazimieras Kosakovskis (Joseph Kasimir Kossakowski; 1738–1794), Bischof von Livonien
- Mykolas Kazimieras Oginskis (poln. Michael Kasimir Oginski; 1731–1799), polnisch-litauischer Fürst, Großhetman von Litauen
- Mykolas Kazimieras Pacas (poln. Michał Kazimierz Pac; 1624–1682), Hetman des Großfürstentums Litauen, Woiwode von Vilnius
- Vygandas Kazimieras Paulikas (* 1940), litauischer Veterinärmediziner und Helmintologe